# Nederlandse Kring van Tekenaars
De Nederlandse Kring van Tekenaars (NKvT) is een Nederlandse beroepsvereniging voor tekenaars. De vereniging bestaat sinds 1947. De leden zijn beeldend kunstenaars die autonoom werk (tekeningen) maken.  
De kring bevordert en ontwikkelt tekenen als zelfstandige discipline en blijft een platform voor diverse tekenkunst.

## Geschiedenis
In 1947 richtte een groep jonge kunstenaars, waaronder Henk Broer en Oey Tjeng Sit, de Nederlandse Kring van Tekenaars op in Amsterdam. Zij beschouwden tekenen niet langer als een schets, maar als een autonoom kunstwerk.
Na de Tweede Wereldoorlog was er weinig aandacht voor tekeningen en galeries bestonden nog niet. Het Stedelijk Museum Amsterdam stelde zijn zijvleugel ter beschikking voor exposities. De NKvT exposeerde verder onder andere ook in voormalig Museum Fodor en kunstenaarssociëteit Pulchri Studio.
In de jaren negentig kende de kring moeilijke tijden, maar rond 2000 werd een nieuwe start gemaakt. In 2007 kwam er een nieuw bestuur. 

## Leden
Bekende leden uit de beginperiode waren onder anderen Jan Wiegers, Jeanne Bieruma Oosting en Kurt Löb. Later voegden kunstenaars zoals Willem Vaarzon Morel, Paul Citroen en Peter Vos zich bij de kring.